# جادو در جهان یونانی-رومی

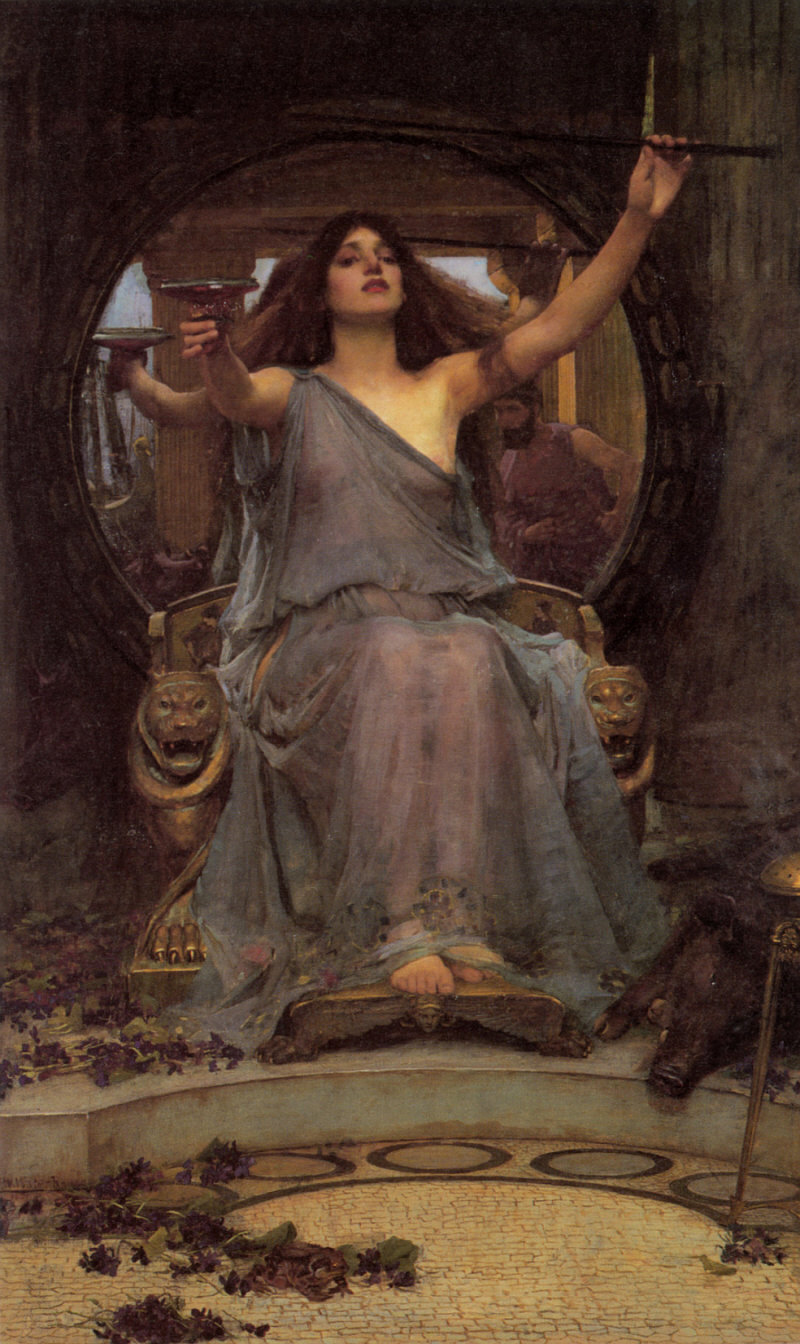
سیرسه در حال تقدیم جام به اولیس اثر جان ویلیام واترهاوس (۱۸۹۱)

جادو در جهان یونانی-رومی (انگلیسی: Magic in the Greco-Roman world) در اروپای دوران باستان، از جمله عصر هلنیستی یونان باستان و روم باستان، مورخان و باستان‌شناسان آیین‌های عمومی و خصوصی مرتبط با دین را مشاهده می‌کنند. به عنوان بخشی از زندگی روزمره، نمونه‌هایی از این پدیده در معابد مختلف دولتی و مذهبی یونان، کنیسه‌های یهودی) و کلیسا (ساختمان) یافت می‌شود. این‌ها مراکز مهمی برای مردمان باستانی بودند که نشان دهنده ارتباط بین قلمروهای آسمانی (خداگرایی) و سطح‌های زمینی (محل سکونت انسان) بودند. این زمینهٔ جادو به ویژه در بیست سال اخیر به یک مطالعه دانشگاهی تبدیل شده‌است.

## بررسی اجمالی
مانند مردم سایر تمدن‌های باستانی، بسیاری از رومیان باستان به جادو اعتقاد داشتند. نوشته‌های باستانی حاکی از آن است که جادوگران حرفه‌ای در روم کار می‌کردند، و نویسنده قرن دوم پس از میلاد، آپولیوس، شرح مفصلی از افسون‌های شیطانی نوشت که مجهز به انواع ادویه‌ها، بقایای پرندگان و قطعات متعدد از اجساد بودند. …
باستان‌شناس دینی کن دارک‏ خاطرنشان می‌کند که حتی در اواخر دوره جمهوری روم، از حدود قرن دوم قبل از میلاد تا حدود ۳۱ قبل از میلاد، زمانی که نخستین امپراتور روم آگوستوس قدرت را به دست گرفت، شهر رم پر از مردمی از جاهای دیگر بود که اشکال محلی خود را از جادو با خود آورده بودند. او می‌گوید: «تنوع زیادی از این نوع باورها وجود داشت.»
یکی از تخصص‌های رومی «لوح‌های نفرین» بود که روی ورقه‌های نازک سرب نوشته می‌شد و سپس دفن می‌شد، در چاه یا برکه آب انداخته می‌شد، در شکاف سنگی قرار می‌داد یا به دیوار معبد میخ می‌زد. کن دارک‏ می‌گوید، آنها معمولاً خدایان جهنمی را خطاب می‌کردند - مانند پلوتون،  خارون یا هکاته - و غالباً در پاسخ به موارد بی‌اهمیت، خواستار مجازات‌های خشونت‌آمیز الهی بودند. به گزارش «بی‌بی‌سی نیوز» بیش از صد لوح نفرین در حفاری‌های باستان‌شناسی در شهر باث در انگلیس، که در زمان رومیان به خاطر قدرت شفابخش چشمه‌های آب گرمش شهرت داشت، یافت شده‌است. یک لوح که حاوی لعنت برای لباس شنای دزدیده شده بود، خطاب به الهه معبدی در آنجا می‌گوید: «لباس و رخت حمام را به الوهیت و عظمت تو می‌سپارم. برای کسی که به من بدی کرده خواب و سلامتی مگذار. مرد یا زن یا برده یا آزاد، مگر اینکه خود را آشکار کند و آن کالاها را به معبد شما بیاورد.»